# Улица Мусоргского (Москва)
Улица Му́соргского — улица в районе Отрадное Северо-Восточного административного округа города Москвы. Проходит от улицы Декабристов до Юрловского проезда.

## Название
Названа в 1974 году в честь композитора Модеста Петровича Мусоргского (1839—1881), члена творческого содружества «Могучая кучка».

## Описание
Улица Мусоргского проходит от улицы Декабристов как продолжение Олонецкой улицы на север, поворачивая на восток к парку «Свиблово». Улица заканчивается в месте начала Юрловского проезда, где в перспективе будет заканчиваться Сельскохозяйственная улица.

## Общественный транспорт

### Внеуличный транспорт

#### Станцииметро
- Отрадное

### Наземный транспорт

#### Автобусы
- 23:  Тимирязевская —  Фонвизинская —  Отрадное — улица Мусоргского — ЖК «Юрлово»
- 98: Юрловский проезд — улица Мусоргского —  Отрадное —  Алтуфьево —  Лианозово
- 134:  Ботанический сад — улица Мусоргского — Юрловский проезд
- 605: Юрловский проезд — улица Мусоргского —  Отрадное —  Бабушкинская — Платформа Лось
- С6:  Отрадное — улица Мусоргского — Юрловский проезд